# Johannes I
Johannes I, född i Siena i Toscana på 400-talet, död 18 maj 526 i Ravenna, var påve från den 13 augusti 523 till sin död. Han vördas som helgon och martyr i Romersk-katolska kyrkan, med den 18 maj som minnesdag (tidigare den 27 maj), den 19 maj i Stockholms katolska stift.

## Biografi
Johannes föddes i Toscana och var son till en man vid namn Constantius. År 495 upphöjdes han till kardinalpräst med Santi Giovanni e Paolo som titelkyrka.
Efter ett interregnum på sju dagar, valdes Johannes till påve den 13 augusti 523, och var då gammal och försvagad av sin höga ålder. Om hans inre politik och kyrkliga förvaltning är inget känt. Två brev som ibland tillskrivits honom är troligen inte av hans hand.
Om Johannes pontifikat känner man dock till den resa han år 525 företog till Konstantinopel, vilken skulle orsaka hans död. Kejsar Justinus I hade år 523 utfärdat ett edikt mot arianismen, och därför sändes påve Johannes mot sin vilja av Teoderik den store, som försvarade arianismen, på en beskickning till bysantinska rikets huvudstad för att utverka inställandet av denna kättarförföljelse. Ediktet som kejsar Justinus anordnat gick nämligen ut över de arianska goterna vid Donau, vilka därför anropade sina italienska kristna trosförvanter om hjälp. Teoderik var också högst missnöjd med den ömsesidighet som präglade relationen mellan kyrkorna i Rom och Konstantinopel, eftersom han insåg att detta kunde få politiska följder. På påvens resa till Konstantinopel medföljde även romerska senatorer. Johannes egen roll i denna resa är ett omdiskuterat ämne; i egenskap av högste ledare i Kyrkan kunde påven inte gärna ha försökt motverka kejsarens kamp mot kättare. Vad han däremot gjorde var att be kejsaren att iaktta försiktighet och varsamhet mot arianerna. Under visiten krönte påven Justinus I; österns patriarker skyndade alla att förklara påven vara kyrkans pontifex maximus. Det sista påven gjorde under sin resa var att den 19 april 526 förrätta påskgudstjänsten med den latinska riten i Hagia Sofia. Allt detta är belägg för att resan var lyckad.
Under Johannes återresa fick Teoderik höra om hans framgångar, som blivit av helt annan art än vad goterkungen haft för ögonen. Teoderik hade då nyligen låtit mörda filosofen Boethius och Symmachus, och hetsade nu upp sig över utgången av påvens Konstantinopelbesök. När Johannes steg iland i Ravenna lät Teoderik fängsla honom. Försvagad av resan och till åren kommen, samt utsatt för stor nöd, avled Johannes i fängelset samma år, beräknat till antingen den 18 eller den 19 maj 526.
Johannes kvarlevor fördes till Rom, och han begravdes i Peterskyrkan. Av tradition är han upptagen bland martyrerna i Romersk-katolska kyrkan.